# Yiff
Yiff es un término comúnmente usado para indicar la actividad sexual o el material proveniente de la subcultura Furry Fandom.

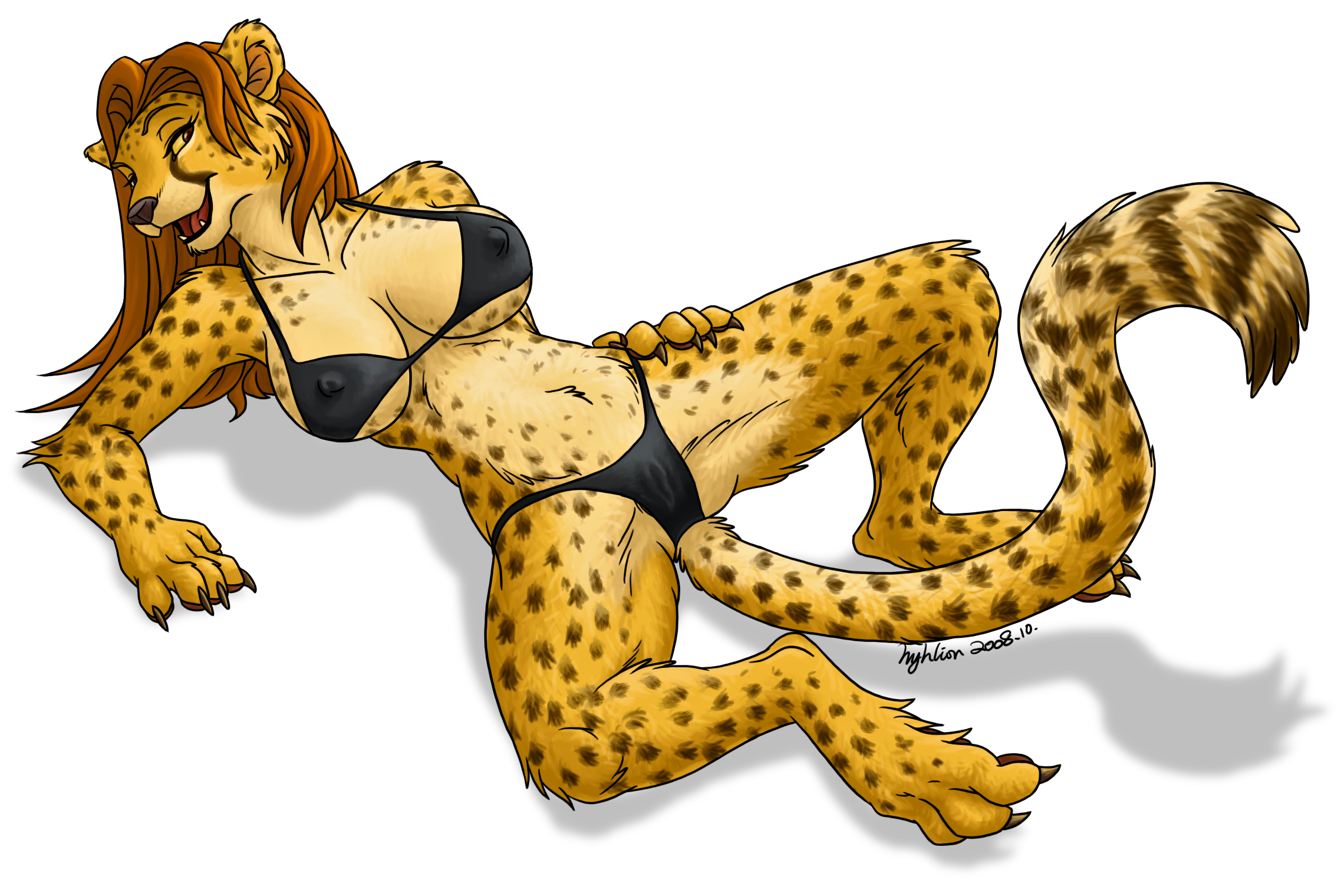
Un ejemplo de obra de arte yiff

Se aplica a la actividad sexual y la interacción dentro de la subcultura, en línea o autónomo; también es aplicado al despertar sexual y al material erótico que lo causa. Una explicación comúnmente ofrecida acerca de la etimología del término es que es la onomatopeya del sonido emitido por los zorros al aparearse, o del reclamo de un zorro hembra en estro. Los esfuerzos para identificar el origen del término sugieren que proviene del Foxish (una lengua inventada alrededor de 1990 por un participante Furry llamado Foxen) que al principio la propuso como una expresión de felicidad, pero con el paso del tiempo y debido al uso popular adquirió connotación sexual.
En el cibersexo, también se le conoce como "TinySex" y "TextSex", y puede interpretarse como la parte pornográfica del furry.
Algunos ejemplos de aspectos sexuales dentro del furry fandom incluyen arte erótico y el cibersexo de temática furry. El término yiff se utiliza a veces para indicar la actividad sexual o material sexual dentro del fandom de la subcultura furry, aplicándose también a la actividad sexual y la interacción dentro de la subcultura, ya sea en forma de cibersexo o fuera de línea.

## Introducción
La sexualidad ha sido fuente de controversia y conflicto alrededor del Furry Fandom. Misma que distorsiona la ideología de la subcultura "Furry" siendo no necesariamente el centro del mismo, sino algo que incluso puede ser considerado apartado. Ejemplo de aspectos sexualmente establecidos dentro del furry es el arte erótico, un estilo conocido como "yiffy" el arte (de la subcultura llaman "yiff" que indica a actividad sexual o el despertar sexual hacia otro furry) y el cibersexo con temática "furry".
Los ejemplos de uso del término yiff incluyen yiffy skin, que significa un furry sexualmente activo, yiffy graphics, que es material yiff gráfico sexualmente explícito; let's go yiff que significa tener sexo, entre otros términos.

## Controversias e información general
Encuestas acerca de los usuarios "furry" reportan que alrededor de un 80% de los encuestados son hombres.
La homosexualidad y la bisexualidad están sobrerrepresentados en el "furry fandom". En un factor de 10 en comparación con el promedio de las tasas registradas en Estados Unidos se develó que existe 1,8% de bisexualidad y 1,7% de homosexualidad.
Según cuatro encuestas diferentes, 14-25% de los miembros del "furry fandom" informan ser homosexuales, bisexuales en un 37-52%, 28-51% de heterosexuales y un 3,8% de otras formas de relaciones sexuales alternativas. Aproximadamente la mitad de los encuestados informaron estar en una relación, de los cuales el 76% estaba en una relación con otro miembro del furry fandom.
La atracción sexual de personajes furries es un asunto polarizado dentro del fandom; ya que de 4.300 encuestados furries, 37% respondió que la atracción sexual es importante en sus actividades. Mientras que el 38% resultaron ambivalentes y el 24% respondió que tiene poco o nada que ver con sus actividades furries.
En una encuesta en línea diferente, el 33% de los encuestados contestó que tienen un "interés sexual significativo" en el furry. Otro 46% declaró que tienen un "interés sexual de menor importancia" mientras que el 21% restante indicó que tienen un "no interés sexual furry".
Otra encuesta encontró que el 96,3% de los furrys varones encuestados reportaron ver pornografía furry, en comparación con el 78,3% de las mujeres. Se estima que el 50,9% de los hombres que consumen "arte furry" es pornográfico; en comparación con el 30,7% de mujeres.
Los furries demostraron tener una ligera preferencia por las ilustraciones pornográficas. Ya que el 17,1% de los hombres informó que cuando vieron pornografía era exclusivamente furry. Mientras que el 5% informó que la pornografía furry fue el factor por el cual se iniciaron en la cultura fandom.
Una parte del "furry fandom" tiene interés por la zoofilia, aunque la mayoría toma una postura negativa hacia la misma. En una encuesta realizada en 1997-1998 alrededor del 2% de los furries encuestados, declaró su interés por la zoofilia y menos del 1% de estaba interesado en la plushophilia.
La encuesta se repitió en 2008 y se encontró que un 17% de los encuestados practicaban la zoofilia. Los resultados registran un índice bajo debido a que la metodología de cuestionar a los entrevistados cara a cara dio lugar al sesgo de la información.
Sin embargo, no siempre es acertado relacionar el "furry" con la zoofilia, ya que a pesar de que se trate de animales antropomórficos,  las relaciones que tienen entre sí, no sale más allá de la categoría animal.[cita requerida]